# Neukirchen (Altmärkische Wische)
Neukirchen è una frazione del comune tedesco di Altmärkische Wische, nella Sassonia-Anhalt.

## Storia
Fino al 2009 ha costituito un comune autonomo con il nome ufficiale di Neukirchen (Altmark).